# Minerva Bernardino
Minerva Bernardino (El Seibo, 1907 – Santo Domingo, 29 d'agost de 1998) va ser una diplomàtica de la República Dominicana que va promoure els drets de les dones en l'àmbit internacional. Va ser una de les quatre dones que van signar la carta original de la fundació de les Nacions Unides el 1945.

## Biografia
Bernardino va néixer a El Seibo l'any 1907 en una família "inusualment liberal". Quedant òrfena als 15 anys es va mudar a Santo Domingo on va finalitzar l'escola secundària com a part d'una generació nova de normalistes —les dones llatinoamericanes que prossegueixen amb l'educació més enllà de l'escola primària— i va començar una carrera en el servei civil de la República Dominicana.
A finals dels anys 1920 es va involucrar en el moviment feminista del seu país i va aconseguir que la constitució dominicana recollís de manera explícita la igualtat de drets de la dona.
L'atenció de Bernardino es va centrar en la desigualtat de les dones després de l'experiència viscuda quan va promocionar en el servei civil però no va rebre cap augment en el sou perquè el govern va rebutjar pagar a qualsevol dona un sou major que el dels seus companys homes. En la seva autobiografia diu «va ser aquest l'impacte que em va llençar a la lluita pels drets de la dona».
Bernardino va ser admirada per la seva fermesa i honradesa, sovint promovent els drets de les dones no només en documents oficials, sinó també en les seves interaccions diàries. Kathleen Tesch ho destaca en una anècdota inclosa en un article de la diplomàtica kazakha Akmaral Arystanbekova «Diplomàcia: massa important per deixar-la-hi als homes?»:
| « | Una vegada, la persona que presidia una sessió de l'Assemblea General es va dirigir a la dones delegades com a "Benvolgudes senyores", en lloc de "delegades". Abans que pogués acabar el que estava dient, la senyora Bernardino havia demanat la paraula per a una moció de procediment. "Vostè ens pot cridar senyores quan ens ofereixi una tassa de cafè o te, o ens convidi a l'esmorzar; aquí, en aquest saló, no som senyores, som delegades, i hauríem de ser tractades d'acord amb això." | » |

Al final de la seva vida, Bernardino va reflectir la satisfacció per la seva lluita pels drets de les dones, però va admetre que li hagués agradat que s'haguessin produït canvis amb major rapidesa: «Va ser una època que no es repetirà. Però em sento contenta perquè es va avançar força; vaig sembrar la llavor i ha anat donant els seus fruits, encara que cap no amb la celeritat que m'hagués agradat».
Va ser signatària de la Carta oberta a les dones del món.

## Contribucions i idees clau
Bernardino va treballar principalment per avançar en els drets polítics de les dones en els estats llatinoamericans. Les seves contribucions inclouen la Convenció sobre els drets polítics de dones de 1954 que va assegurar el sufragi femení. Bernardino també va donar suport a una llei internacional per a la igualtat de les dones en el matrimoni i el divorci, com la Convenció sobre la Nacionalitat de la Dona de 1933 a Montevideo.
Entre les seves contribucions més reconegudes es troba la d'introduir el llenguatge inclusiu a les Nacions Unides. En la Conferència de Nacions Unides sobre Organització Internacional de 1945, a pesar que tècnicament sols era una delegada de la República Dominicana -enviada pel dictador Rafael Trujillo- Bernardino va introduir en la conferència el seu propi ordre del dia, representant els seus interessos en la Comissió Interamericana de Dones. Bernardino i Bertha Lutz foren reconegudes com a persones «clau» en la inclusió de las frases «drets iguals d'homes i dones», «fe en drets humans fonamentals», i «la dignitat i valor de la persona humana» en el preàmbul a la carta de l'ONU. També defensà la inclusió de l'expressió «drets iguals d'homes i dones» en el preàmbul de la Declaració Universal dels Drets Humans considerant que amb l'omissió de «les dones» s'hauria produït una discriminació intencionada.
Bernardino va estar també implicada en la creació el 1946 de la Comissió de la Condició Jurídica i Social de la Dona (CSW) que més tard va presidir. Malgrat estar subordinada a la Comissió en Drets humans, la CSW era coneguda per exercir la seva independència i iniciativa. Aquesta comissió va treballar per a la inclusió del llenguatge no sexista en la Declaració Universal dels Drets Humans i la creació de la Declaració sobre l'Eliminació de la Discriminació Contra la Dona el 1967. La Comissió també va promoure l'avenç en els drets de les dones a través d'estudis i recerques a partir de les quals va reclamar canvis legislatius.

## Defensa dels drets de les dones
Bernardino va iniciar la lluita en defensa dels drets de les dones en la seva etapa com a dirigent d'Acció Feminista, una ONG implicada en els drets de la dona, mentre encara vivia a la República Dominicana. El 1935, es va traslladar a Washington DC per treballar en la Comissió Interamericana de Dones. Encara que va mantenir el contacte amb la República Dominicana mai no va tornar al país a causa de la seva oposició al dictador Trujillo. En la dècada de 1940 va continuar el seu treball en la Comissió de la qual va ser primer vicepresidenta (1939-1943) i posteriorment presidenta (1943-1950), participant en conferències com a representant de la República Dominicana.
Quan la seva carrera va progressar, Bernardino va continuar treballant a l'ONU en diversos espais. A més de participar en quinze Assemblees Generals com a representant permanent de la República Dominicana (nomenada el 1950), va mantenir el seu lideratge en diferents espais de l'organització. El 1951 va ser triada vicepresidenta de la Comissió de la Condició Jurídica i Social de la Dona i presidenta de la comissió el 1953. Va ser també la primera vicepresidenta del Consell Econòmic i Social de les Nacions Unides i la primera vicepresidenta d'UNICEF. Més tard, Bernardino va continuar fent conferències en universitats, va elaborar un arxiu biogràfic de dones americanes influents i va crear la Fundació Bernardino que va seguir lluitant pels drets de les dones a la República Dominicana després de la seva mort.